# Jahan Malek Khatun
Jahan Malek Khatun (in persiano جهان ملك خاتون; Shiraz, 1324 – Shiraz, 1393) è stata una poetessa e principessa persiana vissuta a Shiraz nel XIV secolo.

## Biografia
Le informazioni riguardanti la vita di Jahan Malek sono poche ed evanescenti. Di grande aiuto nella ricostruzione della biografia della poetessa è l'introduzione al divan, da lei scritta, insieme ad alcuni riferimenti sparsi in tutta la sua opera. Grazie a queste ed altri brevi fonti storiche possiamo collocare la data di nascita di Jahān Malek Khātūn dopo il 1324, anno del matrimonio del padre, Jalāl ad-Dīn Mas‛ūd Shāh - figlio maggiore del fondatore della dinastia injuide Sharaf al-Dīn Maḥmūd Shāh - con la figlia, o la nipote, di Rashīd ad-Dīn Faḍallāh.
Mas‛ūd Shāh regnò sul Fārs fino alla sua morte, avvenuta nel 1343. A questo punto fu Shaykh Abū Isḥāq, zio di Jahan, a salire sul trono.
Tra il 1343 e il 1347 Jahān sposò Amīn al-Dīn Jahrumī.
Pochi anni dopo gli injuidi persero il potere a favore della dinastia mozaffaride.
Jahan Malek trascorse il resto della sua vita senza mai spostarsi da Shiraz. Morì intorno al 1393.

## Opere
Il divan (Canzoniere) di Jahan Malek Khatun è la più ampia opera di una poetessa iraniana pre-moderna giunta fino a noi.
La prima edizione in stampa, pubblicata a Tehran solo nel 1995 - data che potrebbe spiegare perché l'opera della poetessa è rimasta in gran parte sconosciuta, sia all'estero che in Iran -, contiene 1413 ghazal, 4 qaṣīda, una tarjī‛band, una lunga marthia,12 muqatṭạ e 357 rubā‛ī, oltre ad un'introduzione di quattro pagine scritta dalla poetessa stessa.
L'edizione si basa su tre dei quattro manoscritti a nostra disposizione. 
Il primo è conservato nella Biblioteque Nationale di Parigi (n° 1580) e contiene più di 15.000 versi oltre all'introduzione, è stato datato al periodo di vita della poetessa.
Il secondo manoscritto si trova ad Istanbul, nella Topkapi Palace Library (H.867) e risale al 1437.
Il terzo, risalente al 1619, fu portato in Inghilterra ad E.G. Browne ed è affidato alla University Library di Cambridge (V.32 6). Si tratta del manoscritto più breve contenente una selezione di 500 versi e una versione modificata dell'introduzione con una sezione in lode di Shāh Shujā‛.
Un ultimo manoscritto, non utilizzato dagli editori per la versione stampata si trova nella Biblioteque Nationale (n° 1581) e raccoglie, oltre a 214 ghazal e 158 rubai di Jahan Malek Khatun, anche le opere di un altro autore o autrice che scrive con il takhallos di Bi-Nishan (“Senza Traccia”).
L'opera di Jahan è costituita essenzialmente da ghazal, in un numero decisamente notevole se confrontato con l'opera di altri poeti -ha composto il doppio dei ghazal di Sadi, il triplo di quelli di Hafiz e dieci volte il numero di ghazal contenuti nel divan di Ubayd-i Zakani-, mentre il gran numero di rubā‛ī potrebbe suggerire che la poetessa componeva anche per recitare nei majālis, o quantomeno in più ristretti e privati circoli letterari.